# عفو
العَفْوُ من مكارم الأخلاق السامية، والعفو والتسامح خُلُقان كريمان تحتاجهما النفس البشرية لتتخلّص من كل الشوائب التي قد تعلق في القلب من أثر الأذى، وكذلك لينعم الأفراد بالخير والحب وانشراح الصدر، وهما إنّما يتحقّقان بطولِ صبر وكظمٍ للغيظ واحتساب الأجر، ولا ريب أنّ تغليب العفو والتسامح على العقاب ينجّي الأفراد من المنازعات الحادة التي قد تنشأ بينهم، إلّا إذا تمادى أصحاب الأذى مع كثرة العفو وتكرّر ظلمهم وإساءتهم؛ فيكون الإصلاح في هذه الحالة أولى من العفو والتسامح لدفع الضرر الحاصل.
والعفو لغة: مصدر عَفَا يَعْفُو عَفْوًا، فهو عافٍ وعَفُوٌّ، والعَفْوُ هو التجاوز عن الذنب وترك العقاب عليه، وأصله المـحو والطمس، وعفوتُ عن الحق أي أسقطته، كأنك محوته عن الذي عليه. وقال الخليل بن أحمد الفراهيدي: (وكلُّ مَن استحقَّ عُقوبةً فتركْتَه فقد عفوتَ عنه. وقد يكون أن يعفُوَ الإنسان عن الشَّيء بمعنى الترك، ولا يكون ذلك عن استحقاق).
والعَفْوُ اصطلاحًا: (هو التجاوز عن الذنب وترك العقاب).
وقيل: (هو القصد لتناول الشيء، والتجاوز عن الذنب).
- والصفح لغة: مصدر (صَفَحَ عنه يَصْفَح صَفْحًا: أَعرض عن ذنبه، وهو صَفُوح وصَفَّاحٌ عَفُوٌّ، والصَّفُوحُ الكريم؛ لأنه يَصْفَح عمن جَنى عليه).[5]

وذكر بعض أهل العلم أن الصفح مشتق من صفحة العنق؛ لأنَّ الذي يصفح كأنه يولي بصفحة العنق، إعراضًا عن الإساءة.
والصفح اصطلاحا: (هو ترك التأنيب).
وقيل هو إزالة أثر الذنب من النفس.

## الفرق بين العفو وغيره من المعاني

### الفرق بين العفو والغفران
أن الغفران يقتضي إسقاط العقاب وإسقاط العقاب هو إيجاب الثواب فلا يستحق الغفران إلا المؤمن المستحق للثواب ولهذا لا يستعمل إلا في الله فيقال غفر الله لك ولا يقال غفر زيد لك إلا شاذا قليلا... والعفو يقتضي إسقاط اللوم والذم ولا يقتضي إيجاب الثواب ولهذا يستعمل في العبد فيقال عفا زيد عن عمرو وإذا عفا عنه لم يجب عليه إثابته.

### الفرق بين العفو والصفح
(العفو والصفح متقاربان في المعنى،
وقال الراغب الأصفهاني: الصفح هو ترك التثريب، وهو أبلغ من العفو وقد يعفو الإنسان ولا يصفح.
وقال البيضاوي: العفو ترك عقوبة المذنب، والصفح هو ترك لومه.
ويدل عليه قوله تعالى: ((فَاعْفُوا وَاصْفَحُوا)) [البقرة: 109]، ترقيًا في الأمر بمكارم الأخلاق من الحسن إلى الأحسن، ومن الفضل إلى الأفضل).
وقال القرطبي: (العفو هو ترك المؤاخذة بالذنب. والصفح: إزالة أثره من النفس. صفحت عن فلان إذا أعرضت عن ذنبه).

### الفرق بين العفو والذُّلِّ
(أنَّ العفو إسقاط حقِّك جودًا، وكرمًا، وإحسانًا، مع قدرتك على الانتقام؛ فتؤثر الترك رغبة في الإحسان، ومكارم الأخلاق.
بخلاف «الـذُّل»، فإنَّ صاحبه يترك الانتقام عجزًا، وخوفًا، ومهانة نفس، فهذا مذموم غير محمود، ولعل المنتقم بالحق أحسن حالًا منه. قال تعالى: ((وَالَّذِينَ إِذَا أَصَابَهُمُ الْبَغْيُ هُمْ يَنْتَصِرُونَ)) [الشورى: 39]).

## العفو والصفح في القرآن
- وقال تعالى: ﴿يَا أَيُّهَا الَّذِينَ آمَنُوا إِنَّ مِنْ أَزْوَاجِكُمْ وَأَوْلَادِكُمْ عَدُوًّا لَكُمْ فَاحْذَرُوهُمْ وَإِنْ تَعْفُوا وَتَصْفَحُوا وَتَغْفِرُوا فَإِنَّ اللَّهَ غَفُورٌ رَحِيمٌ ۝١٤﴾ [التغابن: 14].

(هذا تحذير من الله للمؤمنين، من الاغترار بالأزواج والأولاد، فإنَّ بعضهم عدو لكم، والعدو هو الذي يريد لك الشر، ووظيفتك الحذر ممن هذا وصفه والنفس مجبولة على محبة الأزواج والأولاد، فنصح تعالى عباده أن توجب لهم هذه المحبة الانقياد لمطالب الأزواج والأولاد، ولو كان فيها ما فيها من المحذور الشرعي ورغبهم في امتثال أوامره، وتقديم مرضاته بما عنده من الأجر العظيم المشتمل على المطالب العالية والمحاب الغالية، وأن يؤثروا الآخرة على الدنيا الفانية المنقضية، ولما كان النهي عن طاعة الأزواج والأولاد، فيما هو ضرر على العبد، والتحذير من ذلك، قد يوهم الغلظة عليهم وعقابهم، أمر تعالى بالحذر منهم، والصفح عنهم والعفو، فإنَّ في ذلك من المصالح ما لا يمكن حصره، فقال: ((وَإِنْ تَعْفُوا وَتَصْفَحُوا وَتَغْفِرُوا فَإِنَّ اللَّهَ غَفُورٌ رَحِيمٌ)) [التغابن: 14] لأنَّ الجزاء من جنس العمل.
فمن عفا عفا الله عنه، ومن صفح صفح الله عنه، ومن غفر غفر الله له، ومن عامل الله فيما يحب، وعامل عباده كما يحبون وينفعهم، نال محبة الله ومحبة عباده، واستوثق له أمره).
وقال تعالى : ((..فَاعْفُوا وَاصْفَحُوا حَتَّىٰ يَأْتِيَ اللَّهُ بِأَمْرِهِ..))[البقرة:109]
قال الطبري: (يَعْنِي جَلّ ثَنَاؤُهُ بِقَوْلِهِ: {فَاعْفُوا} فَتَجَاوَزُوا عَمَّا كَانَ مِنْهُمْ مِنْ إسَاءَة وَخَطَأ فِي رَأْي أَشَارُوا بِهِ عَلَيْكُمْ فِي دِينكُمْ، إرَادَة صَدّكُمْ عَنْهُ، وَمُحَاوَلَة ارْتِدَادكُمْ بَعْد إيمَانكُمْ وَعَمَّا سَلَف مِنْهُمْ مِنْ قَيْلهمْ لِنَبِيِّكُمْ ﷺ: «اسْمَعْ غَيْر مُسْمَع وَرَاعِنَا لَيًّا بِأَلْسِنَتِهِمْ وَطَعْنًا فِي الدِّين»، {وَاصْفَحُوا} عَمَّا كَانَ مِنْهُمْ مَنْ جَهِلَ فِي ذَلِكَ حَتَّى يَأْتِي اللَّه بِأَمْرِهِ، فَيَحْدُث لَكُمْ مِنْ أَمْره فِيكُمْ مَا يَشَاء، وَيَقْضِي فِيهِمْ مَا يُرِيد. فَقَضَى فِيهِمْ تَعَالَى ذِكْره، وَأَتَى بِأَمْرِهِ، فَقَالَ لِنَبِيِّهِ ﷺ وَلِلْمُؤْمِنِينَ بِهِ: {قَاتِلُوا الَّذِينَ لَا يُؤْمِنُونَ بِاَللَّهِ وَلَا بِالْيَوْمِ الْآخِر وَلَا يُحَرِّمُونَ مَا حَرَّمَ اللَّه وَرَسُوله وَلَا يَدِينُونَ دِين الْحَقّ مِنْ الَّذِينَ أُوتُوا الْكِتَاب حَتَّى يُعْطُوا الْجِزْيَة عَنْ يَد وَهُمْ صَاغِرُونَ}. فَنَسَخَ اللَّه جَلّ ثَنَاؤُهُ الْعَفْو عَنْهُمْ وَالصَّفْح بِفَرْضِ قِتَالهمْ عَلَى الْمُؤْمِنِينَ حَتَّى تَصِير كَلِمَتهمْ وَكَلِمَة الْمُؤْمِنِينَ وَاحِدَة، أَوْ يُؤَدُّوا الْجِزْيَة عَنْ يَد صِغَارًا).
- وقال تعالى: ﴿وَسَارِعُوا إِلَى مَغْفِرَةٍ مِنْ رَبِّكُمْ وَجَنَّةٍ عَرْضُهَا السَّمَاوَاتُ وَالْأَرْضُ أُعِدَّتْ لِلْمُتَّقِينَ ۝١٣٣﴾ [آل عمران: 133].

(قوله تعالى: «وَالْعَافِينَ عَنِ النَّاسِ» يدخل في العفو عن الناس، العفو عن كلِّ من أساء إليك بقول أو فعل، والعفو أبلغ من الكظم؛ لأنَّ العفو ترك المؤاخذة مع السماحة عن المسيء، وهذا إنما يكون ممن تحلَّى بالأخلاق الجميلة، وتخلَّى عن الأخلاق الرذيلة، وممن تاجر مع الله، وعفا عن عباد الله رحمة بهم، وإحسانًا إليهم، وكراهة لحصول الشرِّ عليهم، وليعفو الله عنه، ويكون أجره على ربه الكريم، لا على العبد الفقير، كما قال تعالى: «فَمَنْ عَفَا وَأَصْلَحَ فَأَجْرُهُ عَلَى اللَّهِ» [الشورى: 40]).

## العفو والصفح في السنة
روي عن أبي هريرة أن رسول اللّه ﷺ قال: 
| عفو | ما نقصت صدقة من مال، وما زاد الله عبدًا بعفو إلا عزًّا، وما تواضع أحد لله إلا رفعه الله. | عفو |

- وعن عبد الله بن عمر -- قال: (جاء رجل إلى النبي ﷺ فقال: يا رسول الله! كم نعفو عن الخادم؟ فصمت! ثم أعاد عليه الكلام، فصمت! فلما كان في الثالثة، قال: «اعفوا عنه في كل يوم سبعين مرة»)[16]

روي عن عبد الله بن عمرو بن العاص أن رسول اللّه ﷺ قال: 
| عفو | ارحموا ترحموا، واغفروا يغفر لكم | عفو |

## العفو والصفح في سيرة النبيﷺ
- عن عائشة رضي الله عنها قالت:

"ما ضرب رسول الله ﷺ شيئًا قط بيده، ولا امرأةً ولا خادمًا إلا أن يجاهد في سبيل الله، وما نيل منه شيء قط فينتقم من صاحبه، إلا أن ينتهك شيء من محارم الله تعالى، فينتقم لله عزَّ وجلَّ".
- وكان ﷺ يقابل أذى أهل الشرك بالصفح الجميل، وهو الصفح الذي لا يكون مقرونًا بغضب أو كبر أو تذمر من المواقف المؤلمة، كما أدَّبه الله تعالى. حيث قال: ﴿فَاصْفَحْ عَنْهُمْ وَقُلْ سَلَامٌ فَسَوْفَ يَعْلَمُونَ ۝٨٩﴾ [الزخرف:89]
- ولقد لقي رسول الله ﷺ من يهود المدينة أنواعًا من الخيانة فأنزل الله عليه قوله: ﴿فَبِمَا نَقْضِهِمْ مِيثَاقَهُمْ لَعَنَّاهُمْ وَجَعَلْنَا قُلُوبَهُمْ قَاسِيَةً يُحَرِّفُونَ الْكَلِمَ عَنْ مَوَاضِعِهِ وَنَسُوا حَظًّا مِمَّا ذُكِّرُوا بِهِ وَلَا تَزَالُ تَطَّلِعُ عَلَى خَائِنَةٍ مِنْهُمْ إِلَّا قَلِيلًا مِنْهُمْ فَاعْفُ عَنْهُمْ وَاصْفَحْ إِنَّ اللَّهَ يُحِبُّ الْمُحْسِنِينَ ۝١٣﴾ [المائدة: 13]، فصبر الرسول ﷺ عليهم وعفا وصفح، حتى جاء الإذن الرباني بإجلائهم، ومعاقبة ناقضي العهد منهم).[18]
- وعن عبد الله بن عمرو بن العاص  واصفًا النبي ﷺ: ((...ولا يَدفَعُ السيئةَ بالسيئةِ، ولكن يعفو ويَصفَحُ)).[19]
- وعن أسامة بن زيد  قال: ((كان رسول الله ﷺ وأصحابه يعفون عن المشركين وأهل الكتاب، كما أمرهم الله ويصبرون على الأذى. قال الله -تعالى-: «وَلَتَسْمَعُنَّ مِنَ الَّذِينَ أُوتُوا الْكِتَابَ..» [آل عمران: 186] وقال: «وَدَّ كَثِيرٌ مِنْ أَهْلِ الْكِتَابِ..» [البقرة: 109]، فكان رسول الله ﷺ يتأول في العفو عنهم ما أمر الله به...)).[20]
- عفوه ﷺ عن أهل مكة يوم فتح مكة برغم الأذى والاعتداء الذي لقيه منهم:

((لما فتح رسول الله ﷺ مكة دخل البيت، فصلى بين الساريتين، ثم وضع يديه على عضادتي الباب، فقال: لا إله إلا الله وحده ماذا تقولون، وماذا تظنون؟ قالوا: نقول خيرًا، ونظن خيرًا: أخ كريم، وابن أخ، وقد قدرت، قال: فإني أقول لكم كما قال أخي يوسف ﷺ: لَا تَثْرِيبَ عَلَيْكُمُ الْيَوْمَ يَغْفِرُ اللَّهُ لَكُمْ وَهُوَ أَرْحَمُ الرَّاحِمِين [يوسف:92])).
- عفوه ﷺ عن أهل ثقيف:

فعن عروة بن الزبير أن عائشة زوج النبي ﷺ حدثته أنها قالت لرسول الله ﷺ: يا رسول الله، هل أتى عليك يوم كان أشد من يوم أُحد فقال: ((لقد لقيت من قومك، وكان أشد ما لقيت منهم يوم العقبة، إذ عرضت نفسي على ابن عبد يَالِيلَ بن عبد كُلال فلم يجبني إلى ما أردت، فانطلقت وأنا مهموم على وجهي، فلم أستفق إلا بقرن الثعالب، فرفعت رأسي فإذا أنا بسحابة قد أظلتني، فنظرت فإذا فيها جبريل فناداني، فقال: إنَّ الله عز وجل قد سمع قول قومك لك وما ردوا عليك، وقد بعث إليك ملك الجبال؛ لتأمره بما شئت فيهم، قال: فناداني ملك الجبال وسلَّم عليَّ، ثم قال: يا محمد، إنَّ الله قد سمع قول قومك لك، وأنا ملك الجبال، وقد بعثني ربك إليك لتأمرني بأمرك، فما شئت؟ إن شئت أن أُطبق عليهم الأخشبين، فقال له رسول الله ﷺ: بل أرجو أن يخرج الله من أصلابهم من يعبد الله وحده لا يشرك به شيئًا)).

## أقوال مأثورة عنالعفو
- قال معاوية : (عليكم بالحلم والاحتمال حتى تمكنكم الفرصة، فإذا أمكنتكم فعليكم بالصفح والإفضال).
- عن سعيد بن المسيب  قال: (ما من شيء إلا والله يحب أن يعفى عنه، ما لم يكن حدًّا).
وقيل لأبي الدرداء: مَن أعزُّ الناس؟ فقال: (الذين يعفون إذا قدروا؛ فاعفوا يعزكم الله تعالى)}}
- وعن الحسن  قال: (أفضل أخلاق المؤمن العفو).
- وقال الفضيل بن عياض :
(إذا أتاك رجلٌ يشكو إليك رجلًا فقل يا أخي، اعفُ عنه فإن العفو أقرب للتقوى، فإن قال لا يحتمِل قلبي العفوَ، ولكن أنتصر كما أمرَني الله عزَّ وجل فقل له إن كنتَ تُحسِن أن تنتَصِر، وإلا فارجع إلى باب العفو فإنه باب واسع، فإنَّه مَن عفَا وأصلحَ فأجره على الله، وصاحِبُ العفو ينام على فراشه بالليل وصاحب الانتصار يقلِّب الأمور لأن الفُتُوَّة هي العفوُ عن الإخوان).
- (وجلس عبد الله بن مسعود في السوق يبتاع طعامًا فابتاع، ثم طلب الدراهم وكانت في عمامته فوجدها قد حلت، فقال: لقد جلست وإنها لمعي، فجعلوا يدعون على من أخذها ويقولون: اللهم اقطع يد السارق الذي أخذها، اللهم افعل به كذا، فقال عبد الله: اللهم إن كان حمله على أخذها حاجة فبارك له فيها، وإن كان حملته جراءة على الذنب فاجعله آخر ذنوبه).
- وقال مالك بن دينار: (أتينا منزل الحكم بن أيوب ليلًا وهو على البصرة أمير، وجاء الحسن، وهو خائف فدخلنا معه عليه، فما كنا مع الحسن إلا بمنزلة الفراريج، فذكر الحسن قصة يوسف  وما صنع به إخوته، فقال: باعوا أخاهم وأحزنوا أباهم، وذكر ما لقي من كيد النساء ومن الحبس، ثم قال: أيها الأمير، ماذا صنع الله به؟ أداله منهم، ورفع ذكره، وأعلى كلمته، وجعله على خزائن الأرض، فماذا صنع يوسف حين أكمل الله له أمره وجمع له أهله؟ قال: ((لَا تَثْرِيبَ عَلَيْكُمُ الْيَوْمَ يَغْفِرُ اللَّهُ لَكُمْ وَهُوَ أَرْحَمُ الرَّاحِمِينَ)) [يوسف: 92]، يعرض للحكم بالعفو عن أصحابه، قال الحكم: فأنا أقول لا تثريب عليكم اليوم، ولو لم أجد إلا ثوبي هذا لواريتكم تحته).

## محاسن وفوائد العفو
1- في العفو توثيق للروابط الاجتماعية التي تتعرض إلى الوهن والانفصام بسبب إساءة بعضهم إلى بعض، وجناية بعضهم على بعض.
2- الرحمة بالمسيء، وتقدير لجانب ضعفه البشري، وامتثال لأمر الله، وطلب لعفوه وغفرانه.
3- سبب لنيل عفو الله وصفحه ورضوانه:
قال تعالى: ((وَلْيَعْفُوا وَلْيَصْفَحُوا ۗ أَلَا تُحِبُّونَ أَن يَغْفِرَ اللَّهُ لَكُمْ ۗ وَاللَّهُ غَفُورٌ رَّحِيمٌ)) ~[النور:22]
4- سبب لتحقق صفة تقوى الله:
قال تعالى: ((وَأَنْ تَعْفُوا أَقْرَبُ لِلتَّقْوَى وَلَا تَنْسَوُا الْفَضْلَ بَيْنَكُم))[البقرة: 237].
5- العفو من صفات المحسنين المتقين الذين وعدهم الله بالمغفرة والجنة:
قال تعالى: ((وَسَارِعُوا إِلَى مَغْفِرَةٍ مِنْ رَبِّكُمْ وَجَنَّةٍ عَرْضُهَا السَّمَاوَاتُ وَالْأَرْضُ أُعِدَّتْ لِلْمُتَّقِينَ الَّذِينَ يُنْفِقُونَ فِي السَّرَّاءِ وَالضَّرَّاءِ وَالْكَاظِمِينَ الْغَيْظَ وَالْعَافِينَ عَنِ النَّاسِ وَاللَّهُ يُحِبُّ الْمُحْسِنِينَ)) [آل عمران: 133، 134].
6- سبب لنيل العزة:
قال ﷺ: ((.. وما زاد الله عبدًا بعفو إلا عزًّا..)).
9- الطمأنينة، والسكينة، وشرف النفس.